# Tropanisopodus tachira
Tropanisopodus tachira är en skalbaggsart som beskrevs av Monné M. L. och Monné M. A. 2007. Tropanisopodus tachira ingår i släktet Tropanisopodus och familjen långhorningar.
Artens utbredningsområde är Venezuela. Inga underarter finns listade i Catalogue of Life.